# جون جيبسون (مغن مؤلف)
جون جيبسون (بالإنجليزية: Jon Gibson)‏ هو مغن مؤلف أمريكي، ولد في 3 يناير 1964 في سان فرانسيسكو في الولايات المتحدة.

## وصلات خارجية
- الموقع الرسمي
- جون جيبسون على موقع ميوزك برينز (الإنجليزية)
- جون جيبسون على موقع ديسكوغز (الإنجليزية)